# Leon Hefflin Sr.
Leon Norman Hefflin Sr. (Palestine, 17 agosto 1898 – 20 novembre 1975) è stato un pionieristico produttore afroamericano, direttore, imprenditore, produttore di mobili e impresario. Dopo aver perso la sua attività manifatturiera grande e di successo nella grande depressione si riprese e produsse il primo e più grande evento di intrattenimento jazz all'aperto del suo genere, il "Cavalcade of Jazz", nel 1945. Tenuto al Wrigley Field di Los Angeles, faceva parte della scena jazz di Central Ave e presentò oltre 125 artisti in 15 anni.

## Biografia

### Primi anni
Leon Hefflin è nato nel 1898 in Palestine, Texas. Suo padre era un fabbro e sua madre era una cuoca. La sua famiglia si trasferì a Los Angeles quando aveva due anni, poco dopo l'omicidio del padre. Iniziò la formazione tecnica al liceo e scoprì di avere un dono per la lavorazione del legno. Eccelleva sopra tutti gli altri studenti della 14th Street Intermediate School e la sua opera fu inserita nella Esposizione statale del 1915.

#### Imprenditore
Hefflin aprì la Hefflin Manufacturing Company. Spostò la sua fabbrica quattro volte. Sviluppò molti dipartimenti all'interno della sua fabbrica; sale da pranzo, salotti e cofanetti. Leon fu uno dei primi afroamericani a offrire ai suoi investitori capitale azionario. Presentò i suoi piani aziendali al Business League Annual Meeting a Tulsa, Oklahoma (Black Wall Street) per espandersi. Aveva una fabbrica costruita e progettata da Paul Williams in cui aveva oltre 50 dipendenti. Hefflin era elencato come una delle poche aziende negre all'epoca ed era valutato $200.000. Si dedicò alla produzione di mobili giocattolo. Alla fine la perse all'inizio della Grande depressione.

#### Cavalcade of Jazz
La Cavalcade of Jazz comprendeva esibizioni di Toni Harper, Dinah Washington, Roy Milton, Frankie Laine e altri. L'ultimo concerto di Leon si tenne presso lo Shrine Auditorium il 3 agosto 1958. Durante gli eventi ospitò un concorso di bellezza. Il suo primo spettacolo COJ aveva come protagonisti Count Basie, The Honey Drippers, Valaida Snow, Joe Turner, The Peters Sisters, Slim e Bam e altri artisti il 23 settembre 1945. Ha anche prodotto "Sweet 'n' Hot" con Dorothy Dandridge al Mayan Theatre nel centro di Los Angeles. Nel 1940 presentò il Wings Over Jordan Choir all'Hollywood Bowl. Lo Shrine Auditorium e l'Elks auditorium hanno ospitato molti dei suoi eventi. Costruì e gestì il Royal Appomattox Club e possedeva un hotel da 250 camere con caffetteria.

#### Sweet 'n' Hot
Leon affittò il Mayan Theater nel centro di Los Angeles per produrre il "Greatest Negro All Star Musical to Hit Coast". Il suo socio in affari era Curtis Mosby. L'interprete in primo piano era Dorothy Dandridge. Lo spettacolo durò undici settimane e stava andando a New York. Ha chiuso con recensioni entusiastiche e fu trattato da 20 giornali in tutto il paese.